# 小川銀次

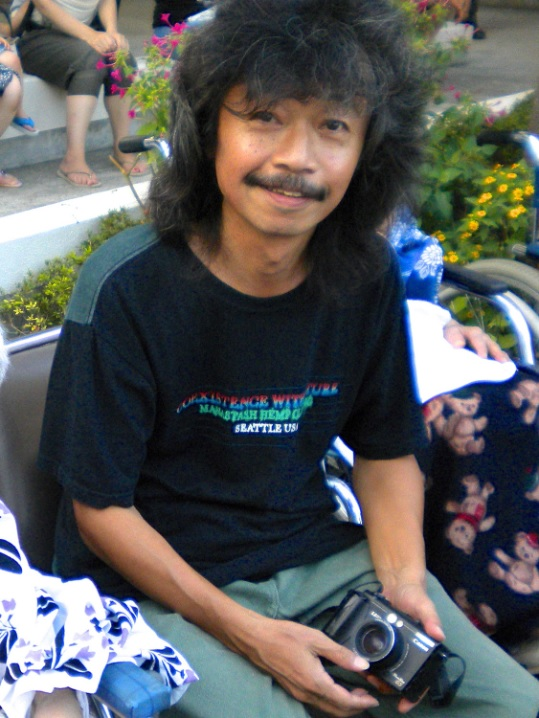
小川銀次

小川 銀次（おがわ ぎんじ、1956年9月24日 - 2015年8月2日）は、日本のギタリストである。

## 来歴
17歳よりギターを始め、数々のセッションを経て、18歳で「ねずみ小僧」（後に「Bem」と改名）を結成。1976年7月『絵の見える音楽』をコンセプトにCROSSWINDを結成。コンテストでの優勝やメディアにも登場し、1978年にファースト・アルバム『CROSSWIND』でデビューを果たす。翌1979年にセカンド・アルバム『CROSSWIND 2』をリリース、この間に自らのバンド以外のバンドにも参加。「川上シゲ＆ Zone」、「カルメン・マキ Band」、「鳴瀬 ＆ Quyz」などに精力的に参加、そして忌野清志郎と仲井戸麗市に出会い、日本語ロックのパイオニアであるRCサクセションに参加する。CROSSWIND、RCサクセションとの掛け持ちを続けていたがあまりの多忙さのためRCサクセションを2年で脱退しCROSSWINDに専念する。
そして1982年『そして夢の国へ』を制作。映画『俺たちの生きた時間』にも4曲を提供するなど精力的に活動をしていくが、4枚目の「WILDLAND」を未発表のまま、CROSSWINDは1984年に活動停止となる。以降、湯川トーベンのALPHABETS、旧友仲井戸麗市とトーベンとの「イージーズ」で共演し、1985年にはギター教則カセット本を2冊出版。
そして1985〜86年頃、「小川銀次Band」、「the-Orchestra」、「小川銀次＆Inner-WIND」として活動。時を同じくしてソロ・アルバムのレコーディングに入る〈17曲中、数曲は後に「Private-Pieces」というアルバムに収録される〉。「グレイト-セッション-ヤル気」というバンドにも参加する。
1991年、『Private-Pieces 1986〜1987』を、そして同年『Inner-WIND』を発表、再び音楽界に戻ってくる。1992年、『Inner-WIND 2』を発表、そして続けて『Private-Pieces 2』のレコーディングに入る（全曲を録音したが未発表となる）。1993年、Inner-WIND解散、1993年の後半〜1995年頃にかけてはギター一本でステージ活動を行う。
1999年5月、Fragileへゲスト出演。1999年7月、五反田ゆうぽうとで行われた北野武のコンサートにギタリストとして出演。2000年12月、中野サンプラザで行われた北野武のコンサートに出演。
2000年、5年程前に自宅に作ったRecording Studioでそれまでにレコーディングした約400曲より選曲を行い、CD12枚分の作品として完成、2001年5月23日、『MUSIC / Private Diary』というタイトルで12枚のフル・アルバムを一斉リリース。同時に、自身のレコード会社 POWER RECORDを設立。
2015年8月2日死去。58歳没。

## 在籍したグループ
- ねずみ小僧（後にBemに改名）
- CROSSWIND（1976年7月-1984年）
- RCサクセション（1979年-1980年）
- 小川銀次Band（1985年 - 、2001年 - Guitar：小川 銀次、Bass: 永井 敏己、Drums: 山口 鷹）
- 小川銀次&Inner-WIND（1985年-1993年）
- the-Orchestra（1985年-）

## 参加したグループ
- 川上シゲ&Zone
- カルメン・マキBand
- 鳴瀬&Quyz
- ALPHABETS
- イージーズ
- Money's
- グレイト-セッション-ヤル気
- Fragile
- BEAT TAKESHI BAND　Vocal：ビートたけし、Drums：村上"PONTA"秀一、Bass：松原秀樹、Guitar：小川銀次（ex - CrossWind / RC Succession）／グレート義太夫、Synthe : 難波弘之(Sense of Wonder)、Perc：斉藤ノブ(ex - Parachute)、Sax : 武田真治
- GENKI HITOMI Special Session 2012　Vocal：人見元基（ex - VOWWOW / NOIZ）、Bass：湯川トーベン（ex - 子供ばんど）、Drums：岡井大二（ex - 四人囃子）、Guitar：小川銀次

## ディスコグラフィー

### アルバム
CROSSWIND名義
- CROSSWIND （1978年）
- CROSSWIND2 （1979年）
- そして夢の国へ （1982年）
- WILDLAND （1984年）※未発表
- LIVE Unknown Days （2007年）

小川銀次ソロ名義
- Private Pieces 1986〜1987 （1991年）
- InnerWIND （1991年11月21日）
- InnerWIND2 （1992年）
- Private-Pieces2 （1992年）※未発表
- MUSIC / Private Diary 1995.12 （2001年5月23日、12枚同時リリース。）
- MUSIC / Private Diary 1996.2
- MUSIC / Private Diary 1996.4
- MUSIC / Private Diary 1996.7
- MUSIC / Private Diary 1996.10
- MUSIC / Private Diary 1997.4
- MUSIC / Private Diary 1997.12
- MUSIC / Private Diary 1998.7
- MUSIC / Private Diary 1998.12
- MUSIC / Private Diary 1999.6
- MUSIC / Private Diary 2000.2
- MUSIC / Private Diary 2000.11
- 大銀醸 （2001年、上記アルバムの12枚組ボックスセット。）
- MUSIC / Private Diary 2003.6 （2003年6月24日）
- Unknown Titles （2009年2月2日、Private Pieces 1986〜1987、Inner‐WIND、Inner‐WIND2をリマスタリングした、3枚組。）
- 誰も知らない小さな島 ～Private Diary 2008-2015～ （2016年5月25日、2枚組。）

### ミニアルバム
- Personal Tea （2003年6月24日）

### シングル
- Tiny Island RENAISSANCE （2002年）

### ビデオ
- 月の彼方に （舞踏家、藤條虫丸との共演）